# Teoría del aprendizaje social
La teoría del aprendizaje social o TAS es la teoría en la cual las personas aprenden nuevas conductas a través del refuerzo o castigo, o a través del aprendizaje observacional de los factores sociales de su entorno. Si las personas ven consecuencias deseables y positivas en la conducta observada, es más probable que la tomen como modelo a seguir.

## Teoría general
La teoría del aprendizaje social se deriva del trabajo de Cornell Montgomery (1843-1904), quien propuso que el aprendizaje social tenía lugar a través de cuatro etapas principales: contacto cercano, imitación de los superiores, comprensión de los conceptos, y comportamiento del modelo a seguir.
1787: Observaciones dirigidas a saber qué tipo de educación necesitan los niños.
Julian B. Rotter se distanció de las teorías basadas en la psicosis y del conductismo radical, y desarrolló una teoría del aprendizaje basada en la interacción. En Social Learning and Clinical Psychology (1954), Rotter sugiere que el resultado de la conducta tiene un impacto en la motivación de las personas para realizar esa conducta específica. Las personas desean evitar las consecuencias negativas, y obtener las positivas. Si uno espera un resultado positivo de una conducta, o piensa que hay una alta posibilidad de que produzca un resultado positivo, entonces habrá más posibilidades de ejecutar dicha conducta. La conducta se refuerza, con consecuencias positivas, llevando a la persona a repetirla. Esta teoría del aprendizaje social sugiere que la conducta es influenciada por factores o estímulos del entorno, y no únicamente por los psicológicos.
Albert Bandura (1977) expandió la idea de Rotter,  al igual que la de un trabajo anterior de Miller y Dollard (1941), y se relaciona con las teorías del aprendizaje social de Vygotsky y Lave. Su teoría comprende aspectos del aprendizaje cognitivo y conductual. El aprendizaje conductual presupone que el entorno de las personas causa que estas se comporten de una manera determinada. El aprendizaje cognitivo presupone que los factores psicológicos son importantes influencias en las conductas de las personas. El aprendizaje social sugiere que una combinación de factores del entorno (sociales) y psicológicos influyen en la conducta. La teoría del aprendizaje social señala tres requisitos para que las personas aprendan y modelen su comportamiento: retención (recordar lo que uno ha observado), reproducción (habilidad de reproducir la conducta) y motivación (una buena razón) para querer adoptar esa conducta.
Estrategias de aprendizajes.  Combinación de métodos, medios y mediaciones didácticas, utilizadas por los Instructores-tutores y Aprendices, para facilitar el aprendizaje y la obtención de los resultados definidos en el diseño curricular. Una estrategia consiste en seleccionar las destrezas más apropiadas para cada situación y aplicarlas adecuadamente.
Facilitar el aprendizaje requiere de una planificación. Para ello se centrara la atención en tres de las corrientes psicológicas contemporáneas más importantes que han tratado de explicar dicho proceso en el ser humano: ellas son las corrientes conductuales, cognitivas y constructivistas. Es importante destacar que no se hará énfasis en una u otra como la teoría que explica mejor dicho proceso, sino que a partir del análisis de los postulados de cada una de ellas el facilitador del aprendizaje determinará las características de los elementos del proceso instruccional en una situación de aprendizaje señalada y de tal manera, verificar la eficacia de su aplicabilidad.
Las teorías de aprendizaje describen la manera en que los teóricos creen que las personas aprenden nuevas ideas y conceptos.
Frecuentemente explican la relación entre la información que ya se tiene y la nueva información que está tratando de aprender.
EL PROCESO DE APRENDIZAJE
Según Gagné (1987)
“El aprendizaje consiste en un cambio de la disposición o capacidad humana, con carácter de relativa permanencia y que no es atribuible simplemente al proceso de desarrollo”.
Las teorías conductuales o del condicionamiento estímulo y respuesta tienen su origen, fundamentalmente, en las teorías de J.B. Watson, E.L. Thorndike y B.F. Skinner, además tienen un antecedente importante en los experimentos con animales sobre aprendizaje llevado a cabo por Iván P. Pavlov a fines del siglo XIX.
Conductismo. Corriente de la psicología que se basa en la observación del comportamiento o conducta del ser que se estudia y que se focaliza solo en conductas objetivas observables. El Conductismo Considera que el aprendizaje es de condicionamiento estímulo-respuesta (E-R). En tal sentido, este condicionamiento puede ser: clásico e instrumental. Explica el mismo como un conjunto de relaciones entre estímulos y respuestas.
Condicionamiento clásico. Desarrollado por el científico ruso Ivan Pavlov, el condicionamiento clásico es el primer tipo de aprendizaje en el que un organismo responde a un estímulo ambiental. Pavlov estableció las leyes del condicionamiento clásico cuando estudió a los perros privados de alimento y su respuesta (la salivación) cuando el asistente de Pavlov entraba en la habitación. No hay reforzamiento y se basa en el principio de adhesión, en el cual un estímulo o respuesta está unido a otro estímulo o respuesta, la presencia de uno evoca al otro. El experimento de Pavlov ilustra este tipo de condicionamiento.
En el aprendizaje, estímulos que antes eran neutros (aquellos que originalmente no provocaban esa respuesta), van adquiriendo más capacidad, para evocar respuestas que anteriormente se originaban en otro estímulo.
Condicionamiento instrumental.  El término condicionamiento instrumental fue introducido por Edward Thorndike y sugiere que la conducta sirve de instrumento para conseguir un fin. Es una forma de aprendizaje mediante el que un sujeto tiene más probabilidades de repetir las formas de conducta que conllevan consecuencias positivas y, por el contrario, menos probabilidades de repetir las que conllevan consecuencias negativas. Se produce una retroalimentación que sigue a la respuesta. “La respuesta es un instrumental para la obtención del reforzamiento”. Un reforzador positivo es un estímulo cuya presencia hace que sea más fuerte una conducta; por su parte, el reforzador negativo es aquel cuya eliminación refuerza la conducta. En el condicionamiento instrumental hay cuatro principios básicos: premio, castigo, huida y omisión. En los cuatro casos ha de tenerse presente que primero se produce la respuesta y luego recién se premia, o se castiga, etc. Atendiendo al tipo de refuerzo el condicionamiento operante puede ser de refuerzo positivo, de refuerzo negativo, castigo, u omisión.
Condicionamiento operante.
Uno de los conductistas contemporáneos más destacado en el estudio del aprendizaje fue B.F. Skinner. Su propuesta sobre el condicionamiento operante funcionó con eficiencia en animales y estimó que su aplicabilidad en niños y jóvenes sería exitosa. Para Skinner, el cambio de actuación en el aprendizaje, se traduce como un cambio de conducta, la cual no es más que el movimiento de un organismo en un marco de referencia; por ello el aprendizaje es un cambio de las probabilidades de respuestas, el cual se produce por el condicionamiento operante. La efectividad de este condicionamiento es tal que el sujeto no solo aprende a responder ante una nueva situación con una conducta que formaba parte de su repertorio anterior, sino que también le puede permitir obtener un nuevo repertorio de conductas. El adjetivo "operante" se emplea para caracterizar este tipo de condicionamiento porque, y a diferencia del "condicionamiento clásico", el sujeto interviene u "opera" en el medio, lo modifica y este reobra sobre el organismo: si los resultados de la acción del sujeto son "adecuados" (en la versión más mentalista diríamos: "placenteros"), la conducta se aprenderá, siendo más probable que se emita de nuevo en las mismas circunstancias; si los resultados de la acción no son "adecuados" (son "desagradables") dicha conducta tenderá a desaparecer del sujeto.

## Experimento del muñeco Bobo
El experimento del muñeco Bobo fue realizado por el psicólogo Albert Bandura en 1961 con el fin de demostrar que toda conducta humana se aprende a través de la observación y la imitación.
Bandura quería probar que los niños tienden a aprender del comportamiento de un adulto de confianza, y para ello utilizó agentes agresivos y agentes no agresivos.
Por ello formuló dicho experimento, usando el muñeco Bobo, el cual era un juguete inflable de metro y medio de altura diseñado para recuperar su posición original después de haber sido golpeado.

#### Formulación del experimento
En dicho experimento se tomaría como muestra a los niños, debido a que estos tenían menos condicionamiento social y no conocían bien las normas impuestas en la sociedad.
Antes del comienzo del experimento Bandura enunció una serie de hipótesis y predicciones en relación con los resultados que se podrían obtener en relación con la teoría del aprendizaje social:
- Los niños que fuesen testigos de un comportamiento agresivo llevado a cabo por el adulto tendrían más probabilidades de mostrar un comportamiento parecido.
- Los niños que no fueran testigos de dicho comportamiento tendrían menos probabilidades de mostrar estas conductas agresivas.
- Los niños serían más propensos a imitar las conductas del adulto de su mismo sexo, al ser más fácil para ellos identificarse con una persona de su mismo género. Así, una niña tendería a imitar más el comportamiento de una mujer y viceversa.
- Los niños tenderían a ser más agresivos que las niñas, ya que en la sociedad se toleraba y permitía más el comportamiento agresivo de los hombres que el de las mujeres.

La muestra estaba constituida por 72 niños  de entre 3 y 6 años de una guardería local de Stanford. De estos 72 niños había 36 niñas y 36 niños.
Dividió a la muestra en tres grupos de control, todos ellos formados por 12 niños y 12 niñas, siendo 24 en cada grupo:
- El grupo de control no vería ningún modelo adulto.
- El segundo grupo vería a un modelo adulto mostrando conductas agresivas. A su vez este grupo se dividió en dos, viendo 12 de ellos a un modelo femenino y los otros 12 a un modelo masculino.
- El tercer grupo vería la conducta pacífica de un adulto pasivo.

Todos los niños fueron previamente observados y evaluados para conseguir distintos tipos de personalidades.

#### Desarrollo del experimento
En el experimento se colocaría a los niños en habitaciones, separando a los distintos grupos:
- El grupo de control se encontraría en una habitación con juguetes y sin la presencia de un adulto.
- El segundo grupo se encontraría en una habitación con juguetes y con un adulto que también tendría sus propios juguetes, incluyendo al muñeco Bobo. Tras dos minutos, el adulto se levantaría y comenzaría a mostrarse violento con los juguetes, tanto física como verbalmente, durante 10 minutos.
- El tercer grupo se encontraría en una habitación con juguetes y un adulto, el cual jugaría de forma pacífica con los juguetes durante 10 minutos.

Posteriormente fueron llevados a otra habitación donde se les dijo que no podrían utilizar los juguetes para así intensificar su nivel de frustración del niño. Después se les llevó a otra habitación donde si podrían jugar con dichos juguetes, de los cuales algunos eran de carácter agresivo y otros no. En dicha habitación había un espejo unidireccional que les permitiría evaluar las conductas de los niños. 
Se evaluó la agresión física y verbal, así como la cantidad de veces que se usó un mazo para mostrar nuevas formas de agresión distintas a golpear al muñeco.

#### Resultados
Los resultados mostraron que los niños que visualizaron el modelo agresivo tenían mayor probabilidad de imitar el comportamiento agresivo, además los niños solían ser más agresivos que las niñas en cuanto a violencia física, sin embargo en el caso de la agresión verbal no había diferencias significativas entre ambos.
En el caso de los grupos con un modelo adulto pasivo o sin un modelo adulto, se vio que los niños no solían mostrar comportamientos agresivos.

#### Conclusión
Se vio que los niños también aprendían socialmente, ya que normalizaban el acto y lo imitaban. También se vio que las hipótesis formuladas antes de la realización del experimento eran acertadas, aunque no se comprobó en su totalidad por lo que no serían del todo fiables.
El experimento a su vez tuvo sus críticas, ya que se planteó que el muñeco Bobo, al volver a su posición inicial una vez golpeado, podría ser visto como un juguete que tiene esa función.

#### Modificaciones posteriores
En 1963, dos años después del experimento inicial, se realizó de nuevo con una modificación: esta vez los niños verían la violencia del adulto a través de un video. Sin embargo con este modelo se tuvieron resultados menos inconcusos.
En 1965 se volvió a realizar el experimento, pero esta vez se premiaría o castigaría a los niños en función de su conducta.

## Criminología
En el ámbito de la criminología,Ronald Akers y Robert Burgess (1966) desarrollaron una teoría del aprendizaje social para explicar la conducta delictiva al combinar las variables que alientan la delincuencia (por ejemplo, la presión social de los compañeros o iguales delincuentes) con las variables que la desalientan (por ejemplo, la reacción de los progenitores al descubrir la conducta delictiva en sus hijos).
Las primeras dos etapas las empleó Edwin Sutherland en su teoría de la asociación diferencial. El modelo de Sutherland de aprendizaje en un entorno social depende de los conflictos culturales entre las distintas facciones de una sociedad sobre quién tiene el poder de determinar qué es delictivo. Pero sus ideas fueron difíciles de poner en acción y medir cuantitativamente. Burgess, un sociólogo conductista, y Akers revisaron la teoría de Sutherland e incluyeron la idea del refuerzo, que aumenta o disminuye la fuerza de una conducta, y aplicaron los principios de la psicología operante, que sostiene que la conducta aparece en función de sus consecuencias, y que puede ser realmente mala en algunos casos (Pfohl, 1994).
El Funcionalismo había sido el paradigma dominante, pero en la década de 1960 hubo un cambio hacia las teorías del control social, la criminología de conflictos y la teoría del etiquetamiento, que intentaban explicar el emergente y más radical entorno social. Además, las personas creían que podían observar la conducta y ver el proceso del aprendizaje social. Por ejemplo, los progenitores observaban a sus propios hijos y veían la influencia de otros niños en los suyos propios: podían también ver qué clase de efecto tenían en sus propios hijos: en otras palabras, los procesos de asociación diferencial y refuerzo. Los partidos políticos conservadores abogaban por un incremento de las penas, lo que se traducía en condenas más largas para los condenados, y ayuda a explicar el auge de la población penitenciaria que tuvo lugar a comienzos de la década de 1970 (Livingston, 1996).
Al contrario que la prevención de crimen situacional, la teoría ignora la naturaleza oportunística del crimen (Jeffery, 1990: 261-2). Para aprender, uno debe primero observar la conducta criminal, pero la teoría no considera dónde se aprendió la conducta. Sí explica cómo se "transmite" la conducta criminal de una persona a un animal, lo que ayuda a explicar el incremento en los tipos de crímenes, pero no contempla cómo se pueden prevenir las actuaciones criminales (Jeffery, 1990: 252), aunque puede entenderse que los procesos de conductas de aprendizaje pueden modificarse. 
Existe además un problema concreto. Lo que puede ser un refuerzo para una persona puede no serlo para otra. Adicionalmente, los refuerzos pueden ser sociales, implicando atención y conducta entre más de una persona, y no sociales, que no implicarían esta interacción (Burgess & Akers: 1966). La teoría del aprendizaje social se ha empleado en programas de mentoring que deberían, en teoría, prevenir la conducta criminal futura. La idea tras estos programas es que un adulto se empareje con un niño, que supuestamente aprende de la conducta del adulto y es reforzado positivamente por su buena conducta (Jones-Brown, 1997). En un aula, un profesor puede emplear la teoría mediante el cambio de sitios para emparejar a un niño que se comporta bien con otro que no lo hace, pero el resultado puede ser que el niño que se comporta bien empiece a comportarse muy mal.

## Nuevos desarrollos en la teoría del aprendizaje social
Con el auge en el uso de redes sociales, el aprendizaje social es cada vez más y más interpretado como aprendizaje con redes sociales. El aprendizaje social está creciendo rápidamente, a través de plataformas abiertas como Facebook o plataformas cerradas como la red de aprendizaje social incorporado (en inglés, corporate social learning network). Las redes sociales pueden servir a los empleados para contribuir, almacenar, descubrir, buscar, aprender, reaprender, accionar y revisar conocimientos y herramientas; haciendo visible conocimientos e informaciones anteriormente ocultas.
Desde el punto de vista de un empleado o aprendiz -esto también se considera como administración del conocimiento personal (en inglés, personal knowledge management]]) o "trabajo inteligente" -por ejemplo: usar blogs para exponer su trabajo o usar contenido generado por varios usuarios vía plataformas como Wikipedia o YouTube para agregar conocimiento según sea demandado, por ejemplo: cuando tienen una pregunta o problema. Desde un punto de vista organizacional, el aprendizaje social puede ser añadido como un elemento para el aprendizaje formal como los cursos de un pensum -para agregar discusiones, compartir experiencias y lecciones aprendidas. También, el aprendizaje social puede ser manejado más libremente -por ejemplo: para crear comunidades de práctica (communities of practice) para grupos con miembros similares como por ejemplo, nuevos empleados, equipos ó miembros de un proyecto, u otros equipos similares. El objetivo de la organización es hacer el aprendizaje más efectivo.
La nueva connotación del aprendizaje social también está siendo apoyada por compañías de software como SAP AG o Microsoft, que están interesadas en vender "herramientas de aprendizaje social", conocidas como social learning tools. Sin embargo, los practicantes sostienen que el aprendizaje social es más que aprendizaje con redes sociales.